# Gare de Kumagaya
La gare de Kumagaya (熊谷駅, Kumagaya-eki) est une gare ferroviaire de la ville de Kumagaya, dans la préfecture de Saitama au Japon. Elle est exploitée par la JR East et par la compagnie privée Chichibu Railway.

## Situation ferroviaire
La gare est située au point kilométrique (PK) 36,6 de la ligne Shinkansen Jōetsu, au PK 34,4 de la ligne Takasaki et au PK 14,9 de la ligne principale Chichibu.

## Histoire
La gare a été inaugurée le 28 juillet 1883. La ligne Chichibu y arrive le 7 octobre 1901.

## Service des voyageurs

### Accueil
La gare dispose d'un bâtiment voyageurs, avec guichets, ouvert tous les jours.

### Desserte

#### JR East
- Ligne Takasaki :
  - voies 1 et 2 : direction Ōmiya (interconnexion avec la ligne Utsunomiya pour Ueno)
  - voies 3 et 4 : direction Takasaki
- Ligne Shōnan-Shinjuku :
  - voies 1 et 2 : direction Shinjuku
- Ligne Shinkansen Jōetsu :
  - voies 11 et 12 : direction Tokyo
  - voie 13 : direction Niigata
- Ligne Shinkansen Hokuriku :
  - voie 13 : direction Nagano

#### Chichibu Railway
- Ligne principale Chichibu :
  - voie 5 : direction Hanyū

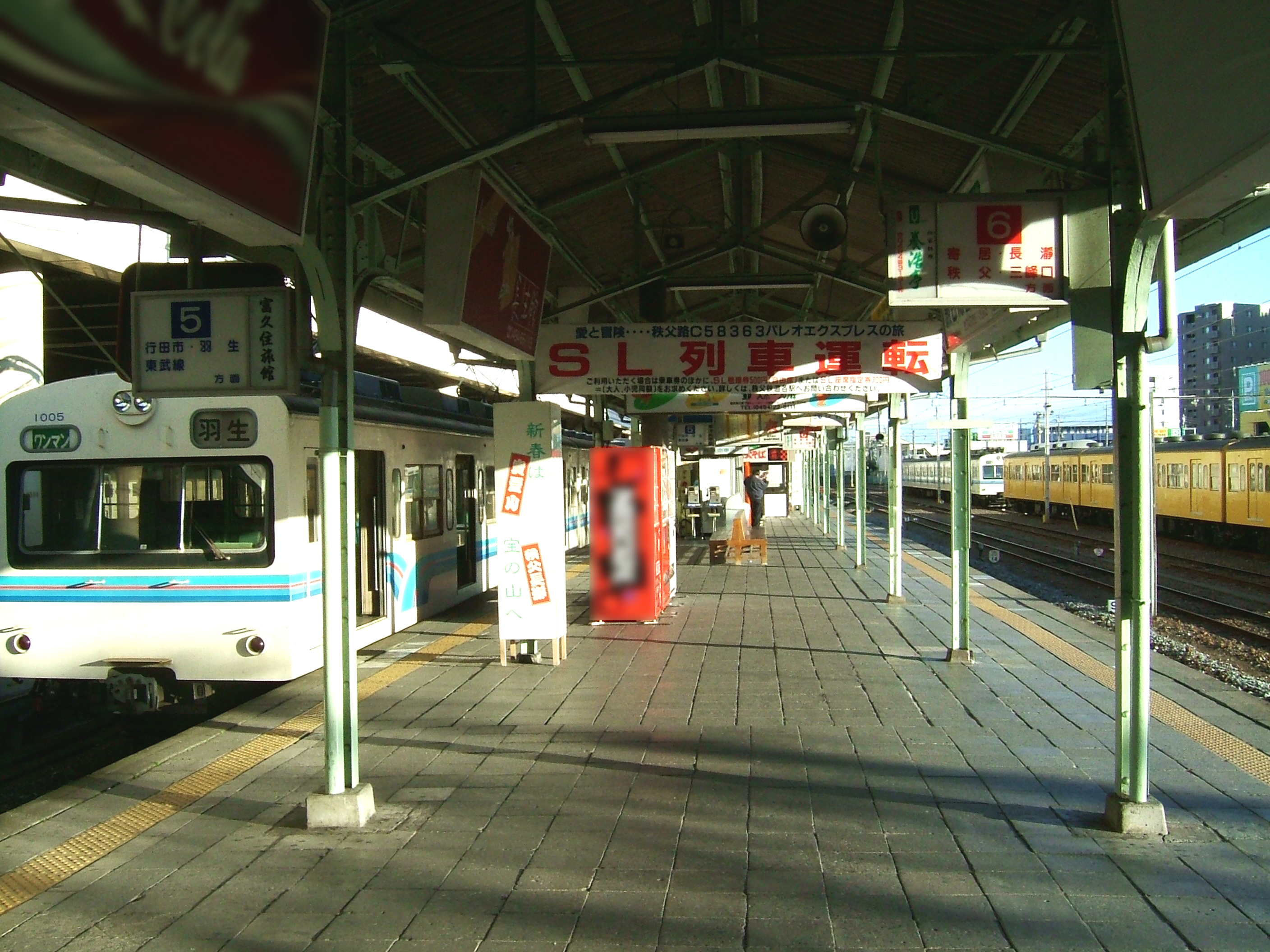
Quai de la ligne Chichibu

  - voie 6 : direction Mitsumineguchi